# Baki the Grappler
Baki the Grappler (グラップラー刃牙 Gurappurā Baki?, "Grappler Baki"), conocida simplemente como Baki, es una serie de manga escrita e ilustrada por Keisuke Itagaki. 
Fue originalmente publicada en la Weekly Shōnen Champion desde 1991 hasta 1999 en 42 volúmenes tankōbon. Le sucedieron dos secuelas: Baki (バキ Baki?), conocida oficialmente como Nuevo Grappler Baki: En busca del héroe más fuerte, que fue publicada de 1999 a 2005 y recogida en 31 volúmenes; y Baki Hanma (範馬刃牙 Hanma Baki?), conocida oficialmente como Baki: Hijo del ogro, que fue publicada de 2005 a 2012 y recogida en 37 volúmenes. Una tercera secuela, Bakidou (刃牙道 Bakidō?) o Baki: El camino, comenzó su publicación el 20 de marzo de 2014, concluyendo el 5 de abril de 2018. Una cuarta secuela, Bakidou (バキ道 Baki-dō), pero con el nombre de Baki siendo escrito en katakana en vez de kanji, comenzó su publicación el 4 de octubre de 2018 y terminó el 15 de junio de 2023.
Seguidamente después de terminar Bakidou, se decidió continuar la historia con la publicación de Baki Rahen.
El 18 de diciembre de 2018, se estrenó una adaptación a nivel mundial de 26 episodios en formato anime producida por Netflix. La segunda temporada, que consta de 13 episodios, se lanzó a nivel mundial por Netflix el 4 de junio de 2020. Su tema principal de apertura es interpretado por Granrodeo, mientras que el tema final estuvo a cargo de Ena Fujita.Fue seguido de la saga Raitai en 2020 y posteriormente la temporada 2 que se estrenó en 2023.Esta se dividió en 2 partes.La primera que constaba de 13 episodios se estrenó el 26 de julio del mismo año y la segunda que constaba de 14 episodios se estrenó el 24 de agosto.
El manga de Baki ha ganado fama con los años por sus brutales peleas que desafían los límites de lo humanamente posible, hasta extremos surrealistas en los que muchas veces las suspensión de la credibilidad por parte del espectador es obligatoria. Si bien la obra en sí, durante la mayoría del tiempo carece de elementos abiertamente fantásticos, está repleta de personajes capaces de llevar a cabo gestas físicamente imposibles en la vida real pese a su ambientación en principio realista.

## Argumento
Baki es criado por su madre rica y obsesiva, Emi Akezawa, quien también costea su entrenamiento con la esperanza de que pueda ser un gran luchador como su padre. Sobre el comienzo de la serie, Baki supera el entrenamiento tradicional de artes marciales y pretende seguir el camino de la formación de su padre, encontrándose con grandes adversarios durante el camino. Ocasionalmente, Baki pelea con su padre y es derrotado por este sin problema.
Después de la pelea, Baki viaja alrededor del mundo para continuar su entrenamiento. Dos años después, se cruza en su camino una liga de luchas clandestinas donde pelea contra algunos de los más poderosos luchadores de todos los estilos de artes marciales. Es aquí donde realmente comienza a perfeccionar sus habilidades de artes marciales.

## Media

### Videos animados
Un OVA (video animado) de 45 minutos fue lanzado en 1994.
El OVA fue el primero en ser licenciado y lanzado en Norteamérica, en 1998 por Central Park Media, seguido por la serie de manga original en 2002 por Gutsoon! Entertainment (incompleta), y finalmente ambas series de anime en 2005 por Funimation Entertainment. A partir de septiembre de 2016, la serie Baki había vendido más de 63 millones de copias.

### Anime
Una adaptación a anime, titulada Baki the Grappler, de 24 episodios fue transmitido por TV Tokyo entre el 8 de enero y el 25 de junio de 2001. Este fue rápidamente seguido por una segunda serie de 24 episodios, emitida en Japón del 22 de julio al 24 de diciembre de 2001. 
En diciembre de 2016, se anunció que el arco "Convictos del corredor de la muerte más malvado" de la segunda serie de manga recibiría una adaptación televisiva de anime. Simplemente titulado Baki, la serie de 26 episodios está dirigida por Toshiki Hirano en TMS Entertainment con diseños de personajes manejados por Fujio Suzuki y guiones supervisados por Tatsuhiko Urahata.
Comenzó a transmitirse en Netflix el 25 de junio de 2018 en Japón, y comenzó a transmitirse el 18 de diciembre de 2018 fuera de Japón. La serie comenzó a transmitirse en varios canales de televisión japoneses a partir de Tokio MX1 el 1 de julio. Su tema de apertura es "Beastful" de Gnrodeo y su tema final "Resolve" es interpretado por Azusa Tadokoro con letra de Miho Karasawa.
Netflix renovó la serie para una segunda temporada el 19 de marzo de 2019. El 5 de marzo de 2020, se anunció que el personal principal, TMS Entertainment, volvería para producir la segunda temporada con la incorporación de un nuevo diseñador de personajes y director de arte.

### Videojuegos
En el año 2000 salió en Japón Grappler Baki: Baki Saikyō Retsuden (グラップラー刃牙 バキ最強列伝 Gurappurā Baki - Baki Saikyō Retsuden?) para PlayStation 2. No vio la luz en occidente hasta 2003 en Reino Unido con el nombre de Fighting Fury.
Baki the Grappler: Ultimate Championship para Android en 2017 y un par de juegos para navegadores: Typing Grappler Baki y Hanma Baki - Baki - for Yahoo! Mobage, ambos cerrados en la actualidad.